# Hannu Patronen
Hannu Patronen (Järvenpää, 23 de maio de 1984) é um ex-futebolista finlandês que atuava como zagueiro. Jogou em clubes da Suécia, Finlândia e Noruega.